# Nikolai Semjonowitsch Alfjorow
Nikolai Semjonowitsch Alfjorow (russisch Николай Семёнович Алфёров; * 13. Septemberjul. / 26. September 1917greg. in Kompanijiwka; † 6. November 1982 in Swerdlowsk) war ein sowjetischer Architekt und Hochschullehrer.

## Leben
Alfjorow besuchte die Siebenklassenmittelschule mit Abschluss 1932 und arbeitete dann als Dreher in der Amwrossijiwkaer Zementfabrik. Daneben holte er den mittleren Bildungsabschluss nach. 1935 begann er das Studium am Charkower Ingenieursinstitut für kommunales Bauwesen, das er 1940 mit Auszeichnung abschloss. Darauf arbeitete er als Leiter einer Projektgruppe.
Im Dezember 1940 wurde Alfjorow zur Roten Armee eingezogen und machte dann den Deutsch-Sowjetischen Krieg als Aufklärer  in der 2. Weißrussischen Front mit. 1943 trat er in die KPdSU ein.
Nach der Entlassung aus der Roten Armee im September 1946 ging Alfjorow in den Ural und wurde Assistent Konstantin Babykins am Lehrstuhl für Architektur des nach S. M. Kirow benannten Uraler Polytechnischen Instituts (UPI) in Swerdlowsk. 1948 sanierte er das Swerdlowsker J.-M.-Swerdlow-Museum in der Karl-Liebknecht-Straße 26.
1948–1951 war Alfjorow Aspirant im Moskauer Architektur-Institut (MArchI). Er arbeitete dann weiter im UPI. 1952 verteidigte er mit Erfolg seine Dissertation über das architekturelle Erbe der Uraler Hüttenwerke für die Promotion zum Kandidaten der Architektur. Es folgte die Ernennung zum Dozenten. Daneben leitete er im Swerdlowsker Projektierungsinstitut Gorprojekt eine Architektengruppe. Er baute zwei Wohnhäuser (1955) und eine Werkshalle (1956). 1960 veröffentlichte er eine grundlegende Arbeit über die Baumeister des alten Jekaterinburgs. Mehr als 40 weitere wissenschaftliche Arbeiten folgten.
1962 verteidigte Alfjorow mit Erfolg seine Doktor-Dissertation über die Anfänge und Entwicklung der russischen Industrie-Architektur im Ural für die Promotion zum ersten Doktor der Architektur im Ural. Darauf wurde er Leiter des Lehrstuhls für Architektur des UPI. 1964 folgte die Ernennung zum Professor. 1967 wurde der Lehrstuhl für Architektur des UPI die Uraler Filiale des MArchI mit Alfjorow als Direktor. 1972 wurde die Filiale das Swerdlowsker Architektur-Institut mit Alfjorow als erstem Rektor (ab 1992 Uraler Architektur-Kunst-Institut, ab 1996 Akademie, seit 2015 Uraler Staatliche Architektur-Kunst-Universität).
Alfjorow war Mitglied des Vorstandssekretariats der Union der Architekten der UdSSR und Vorstandsmitglied der Swerdlowsker Organisation der Union der Architekten der RSFSR. Er war gewählter Delegierter des IV., V. und VI. Allunionskongresses der Architekten. Er wurde 1979 zum Korrespondierenden und 1980 zum Vollmitglied der Akademie der Künste der UdSSR gewählt. Er wurde wiederholt in den Swerdlowsker Stadtsowjet gewählt und war Mitglied des Kirow-Rajon-Komitees der KPdSU. Er war der erste Vorsitzende der Swerdlowsker Abteilung der Allunionsgesellschaft  zum Schutz der Geschichts- und Kulturdenkmäler. Er war Mitglied vieler staatlicher und wissenschaftlicher Kommissionen und Räte.

## Ehrungen
- Medaille „Für Verdienste im Kampf“ (1943)
- Orden des Roten Sterns (1944)
- Medaille „Für die Verteidigung Moskaus“ (1945)
- Medaille „Sieg über Deutschland“ (1945)[5]
- Silbernes Verdienstkreuz der Republik Polen (1945)
- Orden des Roten Banners der Arbeit (1971)
- Verdienter Architekt der RSFSR (1973)[1]
- Ehrenzeichen der Sowjetunion (1976)
- Volksarchitekt der UdSSR (1978)[1]